# Dorfkirche Roga

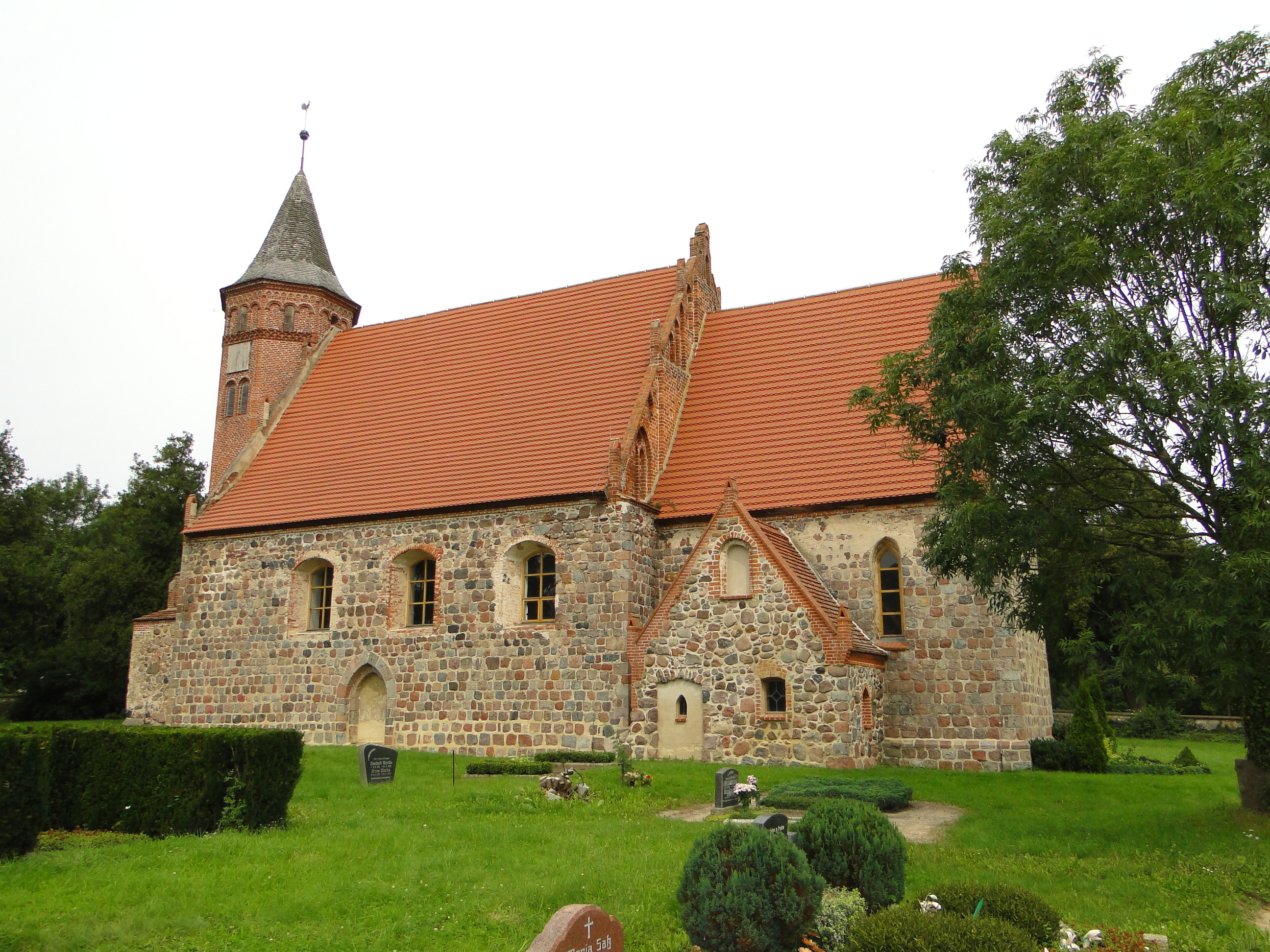
Dorfkirche Roga

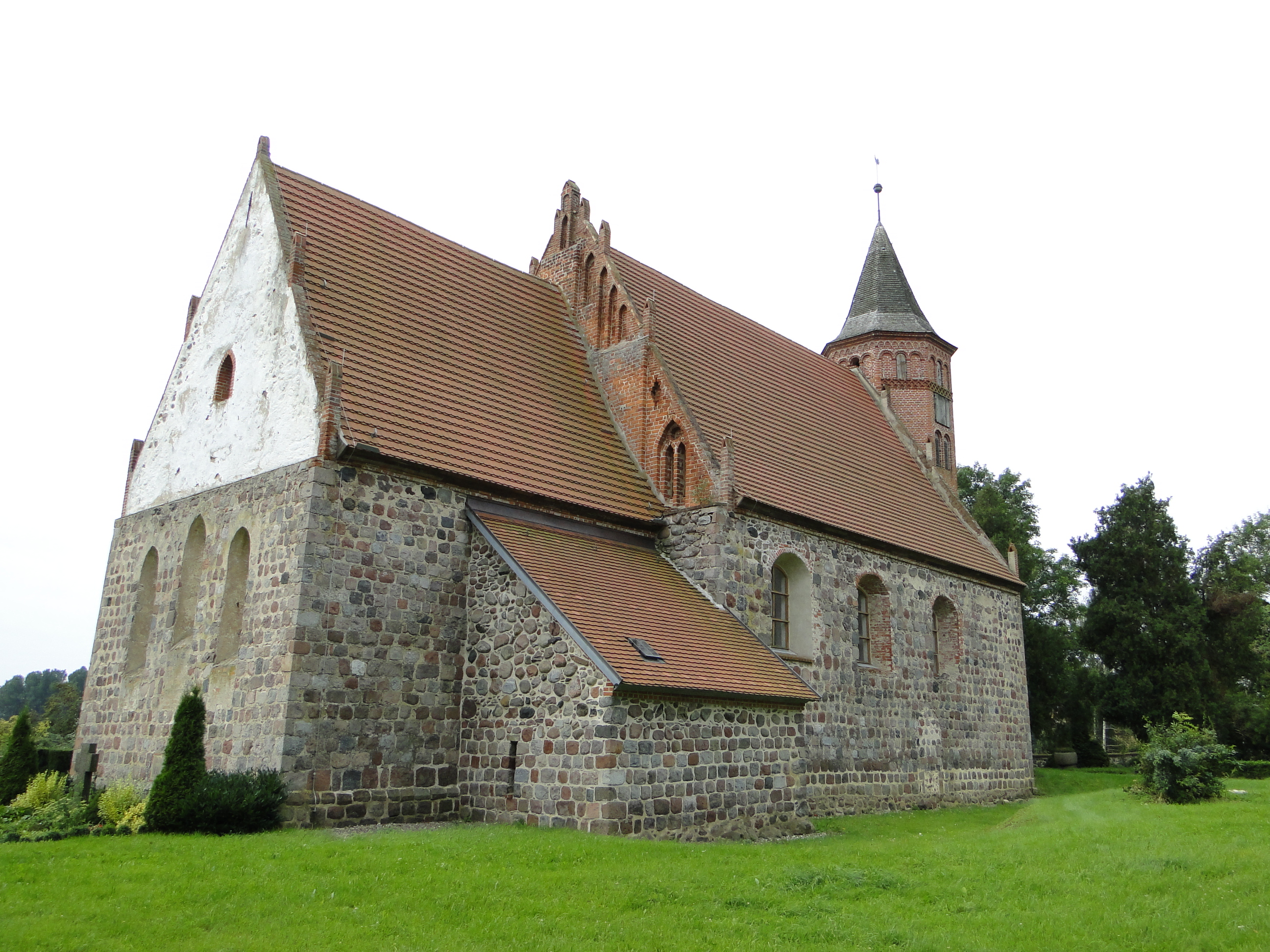
Ansicht von Nordost

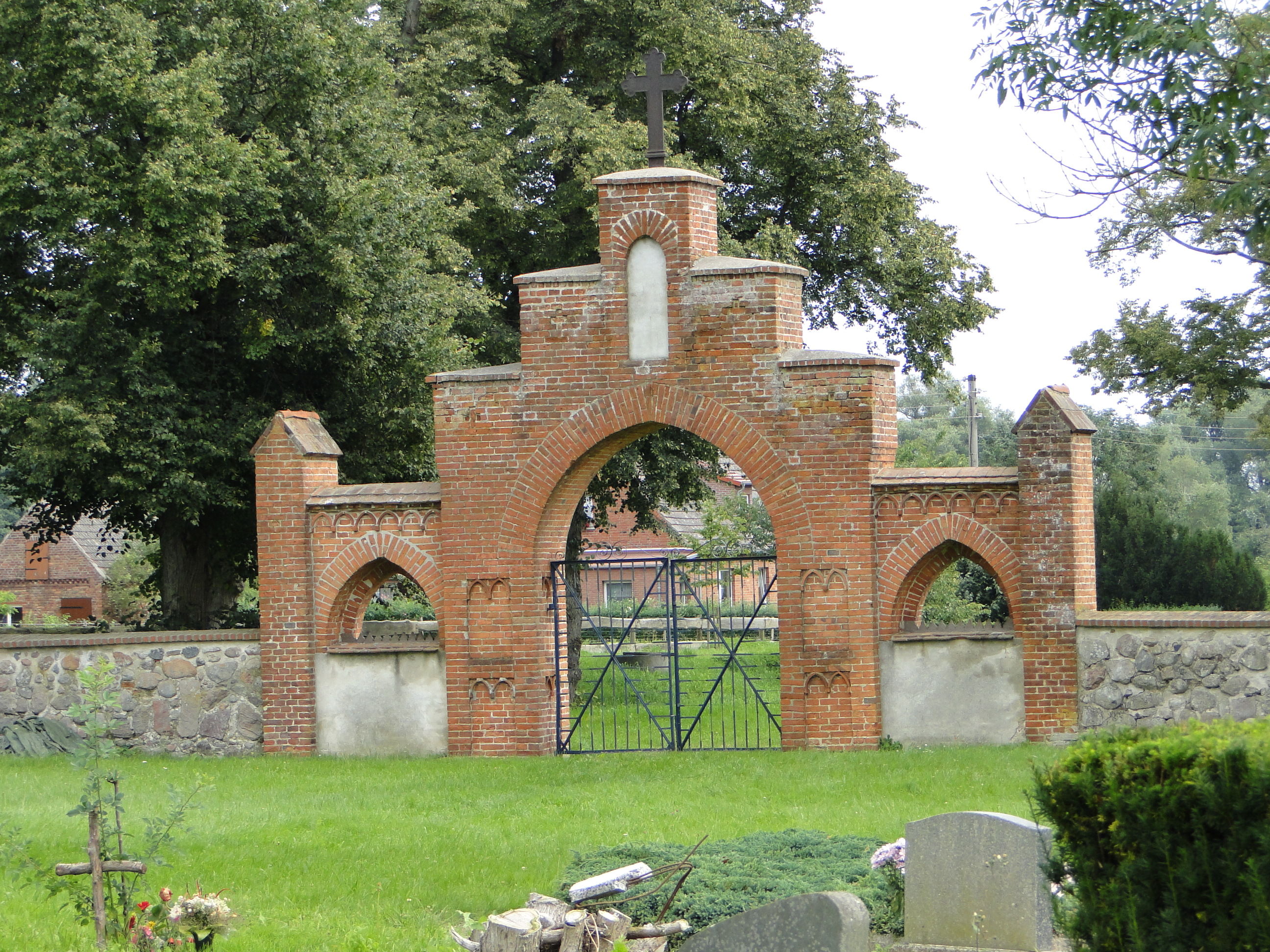
Portal zum Kirchhof

Die evangelische Dorfkirche Roga ist eine gotische Saalkirche im Ortsteil Roga der Gemeinde Datzetal im Landkreis Mecklenburgische Seenplatte in Mecklenburg. Sie gehört zur Kirchengemeinde Schwanebeck in der Propstei Neustrelitz der Evangelisch-Lutherischen Kirche in Norddeutschland (Nordkirche).

## Geschichte und Architektur
Bereits 1366 wird Roga als Kirchdorf erwähnt. Im Jahr 1469 erhielt Heinrich Hahn Roga mit mehreren weiteren Orten als Lehen von Herzog Ulrich II. Die Kirche liegt mitten auf dem Anger des Dorfes und ist von einer Feldsteinmauer umgeben.
Die Kirche Roga ist eine flachgedeckte Feldsteinkirche mit einem reichen Blendengiebel aus Backstein aus dem dritten Viertel des 13. Jahrhunderts; etwas früher wurden der eingezogene, durch einen spitzbogigen Triumphbogen abgesetzte Rechteckchor und die Sakristei mit Pultdach und Klostergewölbe im Winkel an der Nordseite erbaut. An den Seiten sind gestufte, jetzt zugemauerte Feldsteinportale angeordnet; im Westen wird das Portal vom Turm aus der Zeit des späten 15. Jahrhunderts verdeckt. Gleichzeitig wurde die südliche Vorhalle des Chors mit flachem Tonnengewölbe und einem seitlich anschließenden, kreuzgratgewölbten Raum erbaut. Bei einer Erneuerung um 1700 wurden die Fenster mit Ausnahme der östlichen Dreiergruppe vergrößert und der Turm bis auf das Erdgeschoss abgetragen. Der achteckige neuromanische Turmaufsatz aus Backstein wurde im Jahr 1836 errichtet. Bei einer Restaurierung im Jahr 1846 wurden die Mauerkrone erneuert und Giebelfialen hinzugefügt.
Im Turmobergeschoss ist eine Glocke aufgehängt, außerdem ist dort noch ein Uhrwerk erhalten.
Nach längerem Verfall durch Vernachlässigung zu Zeiten der DDR, der zu einem Teileinsturz der Decke 1991 führte, wurde die Kirche in den Jahren 1991 bis 1998 mit Unterstützung durch die Deutsche Stiftung Denkmalschutz restauriert. Nach 2003 konnte die zuvor ausgelagerte Ausstattung restauriert und wieder in die Kirche zurückgebracht werden.

## Ausstattung
Die Kirche in Roga besitzt durch Stiftungen der Patronatsfamilie Hahn „ein regional außergewöhnliches und bedeutsames Ensemble von Ausstattungsstücken der Spätrenaissance“.
Der Altaraufsatz ist ein Werk aus dem ersten Viertel des 17. Jahrhunderts und besteht aus einem reich geschnitzten architektonischen Renaissance-Aufbau mit szenischen Reliefs. Im Hauptfeld ist eine Kreuzigungsgruppe, in der Predella das Abendmahl und im Altarauszug die Auferstehung dargestellt. Die etwa gleichzeitige Kanzel besteht aus einem Korb über einer Engelsfigur mit Evangelistenreliefs in Halbfigur, aus einer Treppe mit Petrus und Paulus an der Brüstung und dem Guten Hirten an der Rückwand sowie aus dem aufwändig geschnitzten Schalldeckel mit einer Figur des Auferstandenen.
Als Musikinstrument dient ein Harmonium. Ein romanischer Taufstein ist auf dem Kirchhof aufgestellt.
Mehrere Holzepitaphien wurden zu Beginn des 17. Jahrhunderts geschaffen. Ein Epitaph mit Darstellung der Verstorbenen L. und M. Hahn vor dem Relief der Verkündigung wurde 1629 geschaffen. Ein dreigeschossiger architektonischer Aufbau mit figürlichem Dekor und szenischen Reliefs wurde 1659 für den Erblandmarschall Joachim Christoph Hahn und seine Frau Clara Sophia, geb. von Levetzow gearbeitet und zeigt eine architektonisch gegliederte Rückwand mit der Ahnenprobe und dem knienden Ehepaar mit zwei Kindern davor.
An der Westempore sind Bilder mit biblischen Szenen vom Anfang des 18. Jahrhunderts angebracht. Hinter dem Altar ist ein Wappengrabstein für H. Hahn von 1563 und ein figürlicher Doppelgrabstein von 1609 zu finden. 
Die Sakristeitür ist mit mittelalterlichen Beschlägen versehen. Der umliegende Kirchhof wird durch aufwändige neugotische Backsteinportale von 1846 erschlossen.

## Pastoren
Auf dem Friedhof befindet sich das Grab des bis heute als Förderer des Turnsports geehrten und von 1818 bis zu seinem Tod hier wirkenden Pastors Carl Leuschner.